# امیلیو کاپریله
امیلیو کاپریله (به ایتالیایی: Emilio Caprile) (زاده ۳۰ سپتامبر ۱۹۲۸ – درگذشته ۵ مارس ۲۰۲۰) بازیکن فوتبال اهل ایتالیا بود 

## تیم ملی
از سال ۱۹۴۸ میلادی عضو تیم ملی فوتبال ایتالیا بوده و در ۲ بازی ملی حضور داشته‌است. او در بازی‌های ملی‌اش ۲ گل به ثمر رساند.
امیلیو کاپریله آخرین بازی ملی خود را در سال ۱۹۵۰ میلادی انجام داد.